# الحوطة (حريضة)

'

تعديل مصدري - تعديل

الحوطة هي إحدى قرى عزلة حريضة بمديرية حريضة التابعة لمحافظة حضرموت، بلغ تعداد سكانها 62 نسمة حسب تعداد اليمن لعام 2004.